# Wilfried Bauer (Geologe)

Wilfried Bauer (1999)

Wilfried Bauer (* 1963 in Rheydt) ist ein deutscher Geologe und Polarforscher, der als Hochschullehrer an der German University of Technology in Oman wirkt.

## Leben
Bauer erwarb 1982 das Abitur am Gymnasium Odenkirchen und studierte von 1984 bis 1991 Geologie an der RWTH Aachen, unterbrochen von einem einjährigen Studienaufenthalt am Forschungszentrum Jülich bei Dietrich Welte und Detlev Leythaeuser, wobei eine geochemische Studie an Ölschiefern aus Süddeutschland entstand. 1995 wurde er an der RWTH Aachen mit der bei Gerhard Spaeth angefertigten Dissertation Strukturentwicklung und Petrogenese des Grundgebirges der nördlichen Heimefrontfjella (westliches Dronning Maud Land/Antarktika) promoviert und war dort anschließend mit einem weiteren Antarktisprojekt als Postdoc tätig. 1997 wechselte er als Wissenschaftlicher Assistent ans Geologische Institut der RWTH Aachen von Roland Walter, wo er sich 2004 habilitierte und seitdem als Privatdozent Lehrveranstaltungen durchführt. Von 2005 bis 2007 war er als Mitarbeiter der International Division des British Geological Survey an der Kartierung von 92 Blättern des geologischen Kartenwerkes 1:100.000 von Madagaskar beteiligt. Von 2007 bis 2014 erkundete er als Explorationsgeologe einer australischen Firma Gold-, Kupfer-, Graphit- und Bauxit-Lagerstätten auf Madagaskar. Seit 2015 ist er Hochschullehrer an der German University of Technology in Oman und lehrt dort das Fach Mineral Resources (Lagerstättenkunde). Seit Februar 2025 bekleidet er die Position des Prorektors für Lehre (Deputy Rector for Academic Affairs).

## Forschung
Bauer nahm zwischen 1994 und 2001 an insgesamt vier Antarktisexpeditionen teil, darunter die GeoMaud-Expedition in das zentrale Königin-Maud-Land. Seine Forschungsarbeiten beschäftigen sich mit der plattentektonischen Entwicklung an der Grenze zwischen Ost- und West-Gondwana. Seit 2004 arbeitet er an vorwiegend strukturgeologischen Themen in Mosambik und Madagaskar.
Zu seinem wissenschaftlichen Arbeiten gehören, neben den Blättern des 2008 erschienenen geologischen Kartenwerks von Madagaskar, neun geologische Karten der Heimefrontfjella in der Antarktis, sowie mehrere Blätter des geologischen Kartenwerkes 1:250.000 von Mosambik.
Bauer war von 2003 bis 2006 Mitherausgeber der Fachzeitschrift Gondwana Research und er ist seit 2016 Associate Editor des Arabian Journal of Geosciences.

## Privates
Bauer ist verheiratet und hat zwei Kinder. Er sammelt und erforscht die Fiskalmarken Madagaskars.

## Schriften (Auswahl)
- W. Bauer, R. J. Thomas & J. Jacobs (2003): Proterozoic-Cambrian history of Dronning Maud Land in the context of Gondwana assembly. In: M. Yoshida, B. F. Windley & S. Dasgupta (Hrsg.) Proterozoic East Gondwana: Supercontinent Assembly and Breakup. Geological Society London, Special Publication 206, 247–269.
- W. Bauer, J. Jacobs, C. M. Fanning & R. Schmidt (2003): Late Mesoproterozoic arc and back-arc volcanism in the Heimefrontfjella (East Antarctica) and implications for the palaeogeography at the southeastern margin of the Kaapvaal-Grunehogna Craton. Gondwana Research 6, 449–465.
- W. Bauer, W. Fielitz, J. Jacobs, C. M. Fanning & G. Spaeth (2003): Mafic dykes from Heimefrontfjella and implications for the post-Grenvillian to pre-Pan-African geological evolution of western Dronning Maud Land (Antarctica). Antarctic Science 15, 379–391.
- W. Bauer, J. Jacobs & H.-J. Paech (2004): Structural evolution of the crystalline basement of central Dronning Maud Land, East Antarctica. Geologisches Jahrbuch B 96, 325–363.
- W. Bauer, G. Walsh, B. De Waele, R. J. Thomas, M. S. A. Horstwood, L. Bracciali, D. I. S. Schofield, U. Wollenberg, D. Lidke, I. T. Rasaona & M. H. Rabarimanana (2011): Cover Sequences at the Northern Margin of the Antongil Domain, NE Madagascar. Precambrian Research 189, 292–312.
- W. Bauer, H. Siemes, J. Jacobs, J. & G. Spaeth (2016): Transpression and tectonic exhumation in the Heimefrontfjella, western orogenic front of the East African/Antarctic Orogen, revealed by quartz textures of high strain domains. Polar Research 35, doi:10.3402/polar.v35.25420
- W. Bauer, J. Jacobs, I. Callegari, A. Scharf, J. Schmidt & F. Mattern (2024): New constraints on the Neoproterozoic geological evolution of the SE corner of the Arabian Plate (NE Oman). Geological Society London, Special Publications 550. doi:10.1144/SP550-2024-49